# 滋賀県道235号世継宇賀野線
滋賀県道235号世継宇賀野線（しがけんどう235ごう よつぎうかのせん）は、滋賀県米原市を通る一般県道である。

## 概要
米原市世継から米原市宇賀野に至る。
湖岸道路（さざなみ街道）と旧国道8号を結んでいる路線である。

### 路線データ
- 起点：米原市世継（世継交差点、滋賀県道2号大津能登川長浜線交点）
- 終点：米原市宇賀野（宇賀野交差点、滋賀県道234号朝妻筑摩近江線・滋賀県道243号東上坂近江線終点、滋賀県道556号長浜近江線上）
- 総延長：2.1 km

## 路線状況

### 重複区間
- 滋賀県道234号朝妻筑摩近江線・滋賀県道556号長浜近江線（米原市飯・飯交差点 - 米原市宇賀野・宇賀野交差点（終点））

## 地理

### 通過する自治体
- 米原市

### 交差する道路
| 交差する道路                                                                                            | 交差する場所 | 交差する場所        |
| --- | ------------ | ------------------- |
| 滋賀県道2号大津能登川長浜線 / 湖岸道路＝さざなみ街道                                                    | 世継         | 世継交差点 / 起点   |
| 滋賀県道234号朝妻筑摩近江線 重複区間起点 滋賀県道556号長浜近江線 重複区間起点                           | 飯（い）     | 飯交差点            |
| 滋賀県道234号朝妻筑摩近江線 重複区間終点 滋賀県道243号東上坂近江線 滋賀県道556号長浜近江線 重複区間終点 | 宇賀野       | 宇賀野交差点 / 終点 |

### 交差する鉄道
- 北陸本線

### 沿線
- 蛭子神社
- JAカントリーエレベーター
- JR西日本北陸本線 坂田駅